# Pichacani (distrito)
Pichacani é um distrito do Peru, departamento de Puno, localizada na província de Puno.

## Transporte
O distrito de Pichacani é servido pela seguinte rodovia:
- PE-38A, que liga o distrito de Santa Rosa à cidade de Puno (Região de Puno) [1][2][3]